# Afryka (Łódź)
Afryka is een plaats in het Poolse district  Opoczyński, woiwodschap Łódź. De plaats maakt deel uit van de gemeente Żarnów en telt 41 inwoners.